# Jakob Schoch
Jakob Schoch (* 1888; † 1985) war ein Schweizer Sekundarlehrer und Essayist.

## Leben
Schoch verfasste über 100 Aufsätze über den Kalten Krieg. Er befasste sich u. a. mit dem „politischen und territoriale Dilemma ‚West-Ost‘“, dem „messianische Sendungskomplex der Russen“, der Suezkrise, der „Landesverteidigung als Klassenkampfinstrument“, „westöstlichem Expropriations-Zauber“, der „Tragik des Ungarn-Problems“, den Getreideüberschüssen der Welt, dem russischen Wirtschaftswunder, der Drittwelt-Problematik, der Inflation als Kriegswaffe, dem gemeinsamen europäischen Markt und der Freihandelszone, Karl Jaspers, Welthunger, dem „Rüstungswettlauf und seinen Gefahren für die Weltwirtschaft“, Zürcher Steuerpolitik, Marx, Gobineau, Kennedy, dem Vietnamkrieg, „östlicher Indoktrination“, der „abendländischen Aggressivität“ etc.
Schoch wirkte bei der Stiftung für Humanwissenschaftliche Grundlagenforschung, bei einem „Interdisziplinären Studienkreis“ an der Universität Basel sowie in einer „Studiengruppe ‚Inflation‘“ mit. Zu seinen bekanntesten Schriften zählen Der soziologische und tiefenpsychologische Aspekt des Krieges (1955) und Westöstliches Zwielicht (1962).
Sein Nachlass befindet sich in der Zentralbibliothek Zürich.